# Eleccions legislatives estonianes de 1926
Les eleccions legislatives estonianes de 1926 se celebraren el 15 i el 17 de maig de 1926 per a escollir els 100 membres del Riigikogu. Els socieldemòcrates foren els més votades però el cap dels grangers Jaan Teemant fou nomenat primer ministre d'Estònia en un govern de coalició.

## Resultats
| Partit                          | Partit                                        | Vots    | %      | Escons   | +/– |
| ------------------------------- | --------------------------------------------- | ------- | ------ | -------- | --- |
|                                 | Partit Socialista dels Treballadors d'Estònia | 119.914 | 22,91  | 24 / 100 | 4   |
|                                 | Assemblees de Pagesos                         | 111.960 | 21,39  | 23 / 100 | =   |
|                                 | Partit dels Colons                            | 70.702  | 13,51  | 14 / 100 | 10  |
|                                 | Partit Laborista Estonià                      | 64.648  | 12,35  | 13 / 100 | 1   |
|                                 | Partit Popular Estonià                        | 38.824  | 7,42   | 8 / 100  | =   |
|                                 | Partit dels Treballadors d'Estònia            | 30.339  | 5,80   | 6 / 100  | 4   |
|                                 | Partit Popular Cristià                        | 28.133  | 5,37   | 5 / 100  | 3   |
|                                 | Unió Nacional Russa a Estònia                 | 17.474  | 3,34   | 3 / 100  | 1   |
|                                 | Partit Germano-Bàltic                         | 13.278  | 2,54   | 2 / 100  | 1   |
|                                 | Partit dels Propietaris                       | 12.355  | 2,36   | 2 / 100  | =   |
|                                 | Unió de Llogaters                             | 6.692   | 1,28   | 0 / 100  | 1   |
|                                 | Partit Nacional Liberal                       | 4.854   | 0,93   | 0 / 100  | 4   |
|                                 | Unió del Poble Treballador                    | 3.704   | 0,71   | 0 / 100  | =   |
|                                 | Unió del Poble Rural                          | 603     | 0,12   | 0 / 100  | =   |
| Total                           | Total                                         | 500.512 | 100,00 | 0 / 100  | =   |
|                                 |                                               |         |        |          |     |
| Vots vàlids                     | Vots vàlids                                   | 523.480 | 99,35  |          |     |
| Vots invàlids/ en blanc         | Vots invàlids/ en blanc                       | 3.421   | 0,65   |          |     |
| Vots totals                     | Vots totals                                   | 526.901 | 100,00 |          |     |
| Votants registrats/participació | Votants registrats/participació               | 715.783 | 73,61  |          |     |
| Font: Nohlen & Stöver           |                                               |         |        |          |     |